# Alan Baker
Alan Baker (Londres, 19 de agosto de 1939-Cambridge, 4 de febrero de 2018) fue un matemático y catedrático británico.

## Biografía
Es conocido por su trabajo acerca de métodos efectivos en la teoría de números, en particular, aquellos relacionados con la teoría de la trascendencia. Se ha interesado también por campos relacionados con las ecuaciones diofánticas.
Fue galardonado con la Medalla Fields en 1970, cuando contaba con 31 años de edad. Su trayectoria académica comenzó como estudiante de Harold Davenport, en la University College de Londres, trasladándose posteriormente a Cambridge. 
Hacia el año 2007 ejerce la docencia en el Trinity College de Cambridge. Además, es un destacado miembro de la Royal Society y de la Indian National Science Academy. Entre sus estudiantes cabe destacar a John Coates, David Masser, Roger Heath-Brown, Yuval Flicker, y Cameron Stewart.